# Єжи Добжицький (історик мистецтва)
Єжи Добжицький (пол. Jerzy Dobrzyck, 22 вересня 1900, Інвалд — 18 вересня 1972, Краків) — польський історик мистецтва. У 1946—1964 роках директор Історичного музею міста Кракова .

## Біографія
Народився в родині землевласника. Легіонер (1917—1918), учасник 2-го і 3-го Сілезьких повстань, плебісцист. З 1918 р. вивчав право, у 1919—1923 рр. вивчав історію мистецтва та класичну археологію в Ягеллонському університеті. З 1924 року працював в Етнографічному музеї в Кракові. У 1930—1951 роках був членом Художньої ради м. Кракова. У 1934—1939 рр. — завідувач міського відділу художньої пропаганди.
Під час Другої світової війни очолював польську гімназію в Бухаресті .
Після війни у1946–1964 роках був директором Історичного музею міста Кракова .
Був ініціатором Днів Кракова (1936 р.) та конкурсу на найкрасивіший краківський вертеп (шопку) (1937), автором публікацій, що популяризували знання про Краків, заслуженим пропагандистом краківського мистецтва, в тому числі у 1929—1939 рр. вів радіопрограму «Казки про старий Краків» на Польському радіо в Кракові. Був почесним членом Товариства любителів історії та пам'яток Кракова .
Похований на Раковицькому цвинтарі в Кракові .

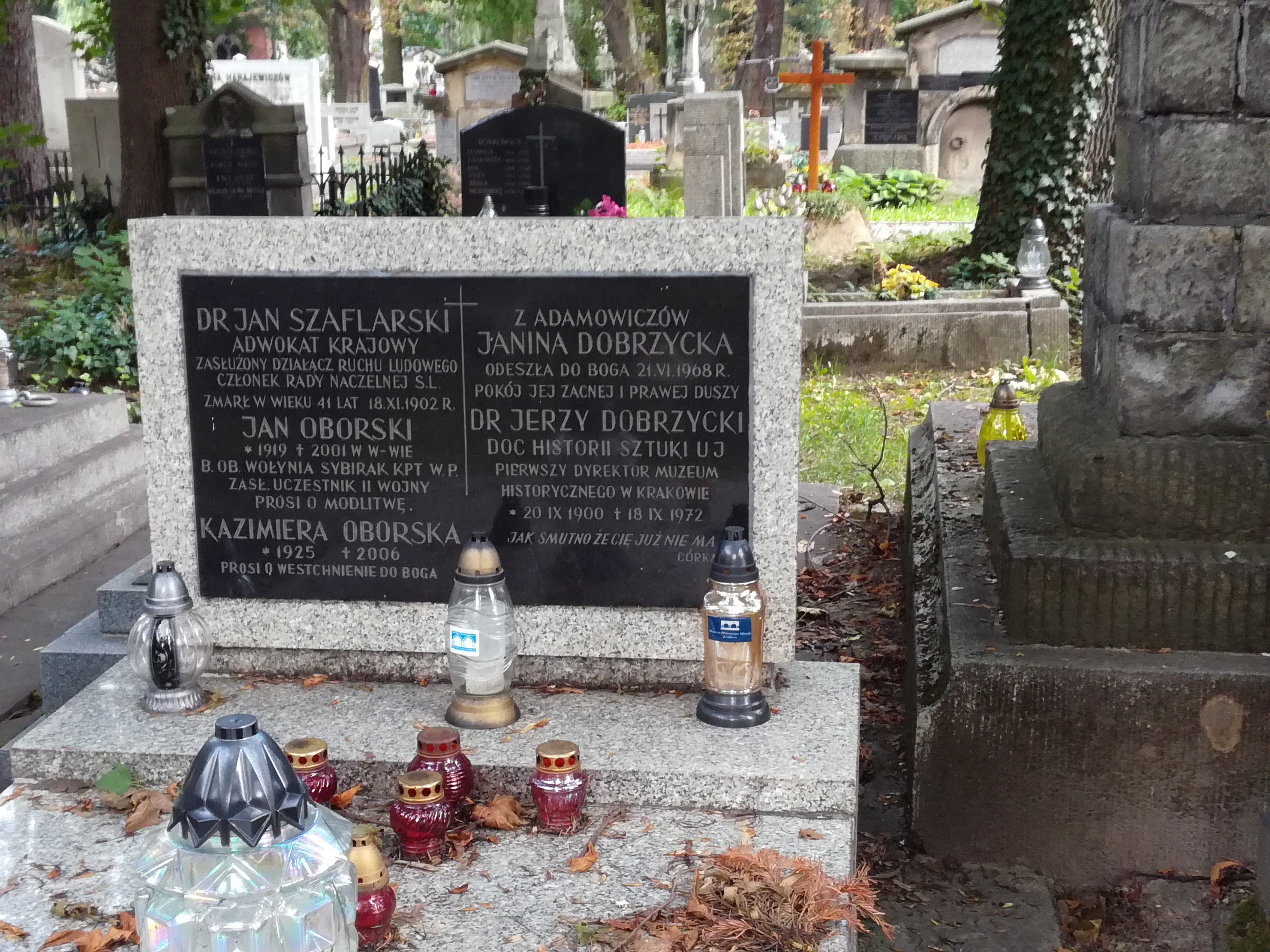
Могила Єжи Добжицького на Раковицькому цвинтарі

## Вибрані видання
- 1947 — Розкіш царя Ірода [в:] «Від А до Я», № 8.
- 1961 — Хейнал краківський (2-е доповнене видання 1983).
- 1955 — Історичний музей міста Кракова, його історія та колекції.

## Ордени та нагороди
- Срібний Хрест Заслуги (13.07.1929 р.)[2]